# Friedrich Trendelenburg
Friedrich Trendelenburg (Berlino, 24 maggio 1844 – Nikolassee, 15 dicembre 1924) è stato un chirurgo tedesco.

## Biografia
Figlio di Friedrich Adolf Trendelenburg, padre del farmacologo Paul Trendelenburg e nonno del farmacologo Ullrich Georg Trendelenburg, nacque a Berlino e studiò medicina all'Università di Glasgow e all'Università di Edimburgo. Completò i suoi studi all'ospedale universitario della Charité con Bernhard von Langenbeck, ricevendo il dottorato nel 1866. Praticò medicina all'Università di Rostock e all'Università di Boston. Nel 1895 diventò capo chirurgo all'Università di Lipsia.
Trendelenburg si interessò della storia della medicina. Fondò nel 1872 la Deutsche Gesellschaft für Chirurgie ("Società tedesca di chirurgia"). Si interessò inoltre delle rimozioni chirurgiche di emboli polmonari. Un suo studente, Martin Kirschner, eseguì con successo nel 1924 la prima embolectomia polmonare poco prima della morte di Trendelenburg. Morì all'età di 80 anni nel 1924 di cancro alla mandibola.

## Altre voci
- Posizione di Trendelenburg: posizione antishock
- Segno di Trendelenburg: detto anche zoppìa dell'anca
- Andatura di Trendelenburg: andatura anomala
- Test di Brodie-Trendelenburg: prova per verificare la funzionalità delle valvole venose